# 9K38 Igla
9K38 Igla je sovjetsko prenosno raketno protiletalsko orožje kratkega dosega. Uporablja ga tudi Slovenska vojska.

## Zgodovina
Razvoj protiletalskega sistema Igla se je začel v biroju Kolomna OKB leta 1971. Igla je bila povsem nov projekt, saj ni izboljšana verzija protiletalskih sistemov iz družine Strela. Glavna zahteva novega orožja je bila boljša odpornost na protiraketno zaščito ter večji doseg kot so ga imeli obstoječi sistemi Strela. Velike tehnične težave pri razvoju so prisilile razvijalce leta 1978 k ločitvi projekta na dva dela. Prvi projekt je bila preprostejša Igla-1, ki je temeljila na obstoječih infrardečih iskalnikih tipa Strela-3, ter na polno zmogljivo verzijo 9K38 Igla.

## Igla-1
9K310 Igla-1 sistem (NATO oznaka: SA-16 Gimlet) in njena raketa 9M313 sta prišla v uporabo leta 1981. Igla-1 je vsebovala naslednje novosti:
- IFF sistem (Identification-Friend-or-Foe), ki je preprečeval sestrelitev lastnih letal.
- Avtomatsko vodenje rakete.
- Večja in izboljšana raketa, primernejša za streljanje na hitre tarče.
- Boljše polnjenje bojne glave .
- Izboljšana odpornost na zaščitna sredstva letal.
- Rahlo izboljšan infrardeči iskalnik.

Po poročanju proizvajalcev je imela Igla-1 verjetnost zadetka 30-48% na nezaščitene tarče oziroma 24% verjetnost zadetka tarče s protiraketno zaščito.

## Igla
Polno zmogljiva 9K38 Igla (NATO oznaka SA-18 Grouse) z raketo 9M39 je postala operativna leta 1983. Izboljšave so vključevale:
- Veliko boljša odpornost na motenje.
- Veliko boljši infrardeči iskalnik z večjim iskalnim kotom.
- Rahlo daljši doseg.
- Močnejšo polnjenje bojne glave.

## Druge različice
Razvitih je bilo veliko verzij tega sistema iz različnih razlogov:
- Igla-1E - Izvozna različica.
- Igla-1M - Izboljšana verzija sistema 9K38 Igla iz poznih 80-tih let.
- Igla-1D - Padalska verzija Igle.
- Igla-1V - Različica razvita za uporabo na bojnih helikopterjih.
- Igla-1N - Verzija z močnejšo bojno glavo a krajšim dosegom.
- Igla-1A - Izvozni izdelek
- Igla-1S - Najnovejša različica z močno izboljšanimi lastnostmi.

## Države uporabnice
- Armenija
- Egipt
- Brazilija
- Bolgarija
- Eritreja
- Finska
- Indija
- Jordanija
- Kazahstan
- Maroko
- Makedonija
- Ruska federacija
- Slovenija
- Srbija
- Madžarska
- Ukrajina